# الدومارية
قرية الدومارية أو نجع الدومارية هي إحدى القرى التابعة لمركز إدفو في محافظة أسوان في جمهورية مصر العربية.